# Ján Volko
Ján Volko (né le 2 novembre 1996 à Bratislava) est un athlète slovaque, spécialiste du sprint.

## Biographie
En 2015, il remporte la médaille d'or par équipes lors des Jeux européens de Bakou, en ayant remporté notamment le 200 m avec 21 s 08, son meilleur temps, il permet ce faisant à l'équipe slovaque d'être promue en seconde ligue en 2017. Il devient champion de Slovaquie sur 100  et   200 mètres. 
Il réédite ce doublé l'année suivante à Banská Bystrica. Par ailleurs, il bat le record de Slovaquie du 200 mètres en réalisant 20 s 70 le 20 mai 2016 à l'occasion du Golden Spike Ostrava. Une semaine plus tard il l'abaisse à 20 s 69 avec un vent défavorable de 1,8 m/s pendant la Coupe d'Europe des clubs champions (Groupe B) à Leiria,.
En 2017, Il remporte la médaille d'argent, avec record national de 6 s 58, lors du 60 m des Championnats d'Europe en salle de 2017 à Belgrade. Le 13 mai, à Prague, il réalise deux records nationaux (10 s 21 sur 100 et 20 s 66 sur 200).
Le 5 juin il améliore son record en 10 s 16 dans les séries du 100 m au mémorial Josef-Odložil.
Au National Sport Center de Tel Aviv, il remporte le 100 m des Championnats d'Europe par équipes en 10 s 21 malgré un vent défavorable de 2,1 m/s et il bat celui du 200 m en 20 s 61.
Le 4 août 2017, Volko participe au tour préliminaire du 100 m des championnats du monde de Londres : il remporte la course avec un nouveau record de Slovaquie en 10 s 15 (+ 0,9 m/s).
Le 26 août 2017, il décroche la médaille de bronze de l'Universiade à Taipei en 20 s 99, malgré un énorme vent de face (- 3,8 m/s).
Le 15 février 2018, à Toruń il améliore son record de Slovaquie du 60 m en 6 s 57; et remporte la course.
Le 29 juin 2018, il améliore ultérieurement le record national à Šamorín en 10 s 13 (+ 1,1 m/s), juste après avoir couru en 10 s 07 mais avec vent trop favorable.
Le 2 mars 2019, lors des championnats d'Europe en salle de Glasgow, Volko remporte le titre du 60 m en 6 s 60, et décroche la première médaille d'or slovaque dans l'épreuve. Il devance sur le podium le Turc Emre Zafer Barnes (6 s 61) et le Néerlandais Joris van Gool (6 s 62).
Après sa médaille d’or de 2015, il remporte la médaille d’argent du 100 m, lors des Jeux européens de 2019 à Minsk, en se classant juste derrière le Portugais Carlos Nascimento.

## Palmarès
| Date | Compétition                        | Lieu                               | Résultat | Épreuve   | Temps   |
| ---- | ---------------------------------- | ---------------------------------- | -------- | --------- | ------- |
| 2015 | Jeux européens                     | Bakou                              | 1er      | 200 m     | 21 s 08 |
| 2015 | Jeux européens                     | Bakou                              | 3e       | 4 × 100 m | 40 s 80 |
| 2017 | Championnats d'Europe en salle     | Belgrade                           | 2e       | 60 m      | 6 s 58  |
| 2017 | Championnats d'Europe par équipes  | Tel Aviv                           | 1er      | 100 m     | 10 s 21 |
| 2017 | Championnats d'Europe par équipes  | Tel Aviv                           | 2e       | 200 m     | 20 s 61 |
| 2017 | Championnats d'Europe par équipes  | Tel Aviv                           | 3e       | 4 × 100 m | 40 s 35 |
| 2017 | Championnats d'Europe espoirs      | Bydgoszcz                          | 2e       | 100 m     | 10 s 18 |
| 2017 | Championnats d'Europe espoirs      | Bydgoszcz                          | 1er      | 200 m     | 20 s 33 |
| 2017 | Universiade                        | Taipei                             | 5e       | 100 m     | 10 s 30 |
| 2017 | Universiade                        | Taipei                             | 3e       | 200 m     | 20 s 99 |
| 2018 | Championnats du monde en salle     | Birmingham                         | 6e       | 60 m      | 6 s 59  |
| 2019 | Championnats d'Europe en salle     | Glasgow                            | 1er      | 60 m      | 6 s 60  |
| 2019 | Jeux européens                     | Minsk                              | 2e       | 100 m     | 10 s 38 |
| 2019 | Universiade                        | Naples                             | 4e       | 100 m     | 10 s 36 |
| 2019 | Universiade                        | Naples                             | 5e       | 200 m     | 20 s 66 |
| 2019 | Championnats d'Europe par équipes  | Sandnes                            | 3e       | 100 m     | 10 s 75 |
| 2020 | Circuit mondial en salle de l'IAAF | Circuit mondial en salle de l'IAAF | 3e       | 60 m      | détails |
| 2021 | Championnats d'Europe en salle     | Toruń                              | 3e       | 60 m      | 6 s 61  |
| 2022 | Championnats d'Europe              | Munich                             | 4e       | 100 m     | 10 s 16 |
| 2023 | Championnats d'Europe en salle     | Istanbul                           | 5e       | 60 m      | 6 s 57  |
| 2023 | Jeux européens                     | Chorzów                            | 3e       | 200 m     | 20 s 53 |

## Records
| Épreuve | Performance  | Lieu           | Date                      |
| ------- | ------------ | -------------- | ------------------------- |
| 60 m    | 6 s 55 (NR)  | Madrid         | 21 février 2020           |
| 100 m   | 10 s 13 (NR) | Šamorín Munich | 29 juin 2018 16 août 2022 |
| 200 m   | 20 s 24 (NR) | Trnava         | 8 juillet 2018            |